# Державний музей мистецтв народів Сходу
Музей Сходу, скорочена назва музейного закладу Державний музей мистецтв народів Сходу, що розташований в місті Москва.

## Історія музею

### Заснування
Заклад засновано  30 жовтня 1918 р. через рік після більшовицького перевороту і розпочатої насильницької націоналізації витворів мистецтва з садиб і палаців багатих верств населення. Про заснування музею було видано постанову тодішнім Народним комісаріатом просвіти. Спеціалізованого музею з подібною тематикою в Російській імперії не було, хоча невеликі збірки мистецьких витворів країн сходу мали деякі палаци і Імператорський Ермітаж. В атмосфері погромів палаців, пожеж і пограбування панських садиб збереження і рятування мистецьких виробів слід визнати актом виправданим.
Першим директором музею призначили Ф. В. Гогеля (1879–1951).

### Вимушені блукання музею
Музей довго не мав постійного приміщення. Він мешкав в «Особняку Гіршмана у Червоних воріт», в Російському історичному музеї, що біля Кремля, в приміщенні «Цветковської галереї» на Кропоткинській набережній, в Центральному музеї народознавства в Москві.
Реставрація величного Дому Луніних в стилі ампір на Нікитському бульварі поклала край вимушеним блуканням музею, і у середині 80-х він отримав своє постійне приміщення.

### Колекції

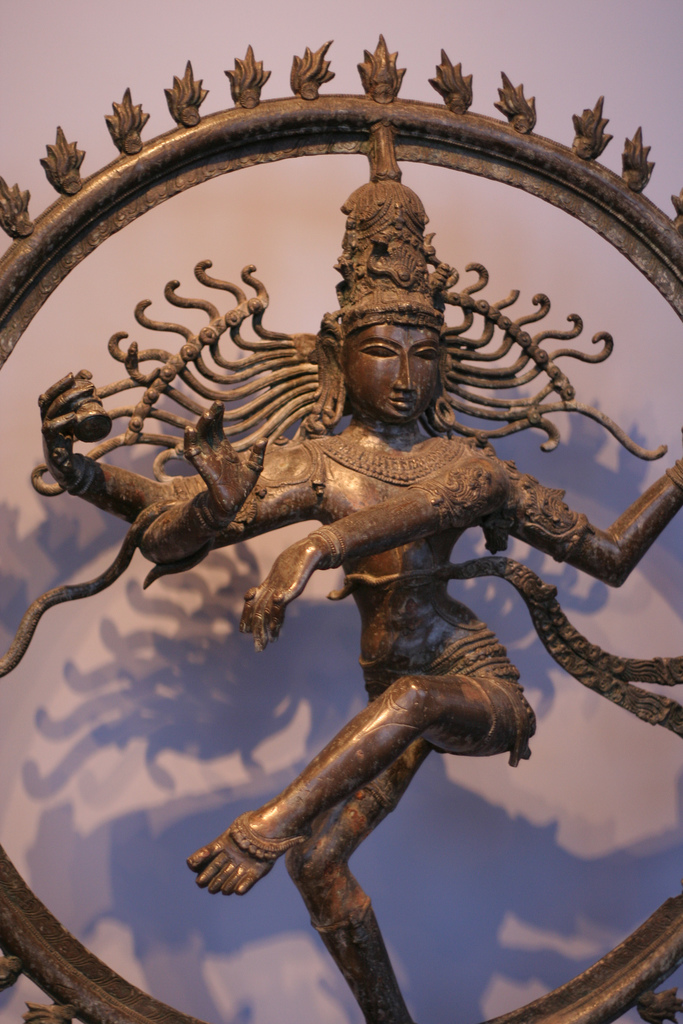
Шива Натараджа

Перші колекції музею формувалися стихійно і мали рятівний характер - з покинутих палаців, особняків і садиб звозили усе, що мало відношення до Сходу : порцеляну, кераміку, килими, вироби з бронзи, сувої, гравюри, лакові вироби Китаю.
Значні надходження були від Національного музейного фонду, що забрав збірки з особняків Н. Мосолова, П. Харитоненка, А. Позднєєва, А. Брокара, П Щукіна. Частка предметів отримана як дарування приватних осіб. Через 10-12 років після заснування музею, заклад почав проводити власні археологічні розкопки і експедиції по розшуку, придбанню і вивозу в Москву витворів мистецтва з азійських районів країни (Кавказу, Середньої Азії тощо).
В липні  1941 р. час німецько-фашистської навали музейну збірку евакуювали в Сибір, а повернули у  1944 р.
Знищення багатьох музейних збірок на окупованих територіях Білорусі, України, Кавказу, Росії примусило кремлівський уряд розглядати музейну збірку як фонд для поповнення збірок пограбованих музеїв. Почалися передачі експонатів музейної збірки в Білорусь, Україну тощо. Але найкоштовніші речі були збережені. Водночас йшов процес розшуку нових експонатів і поповнення власних фондів музею.
На 1980-ті рр. прийшовся своєрідний бум колекційної діяльності музею - його фонди збільшилися вдвічі. З 1987 р. музею уряд СРСР надав статус науково-дослідного інституту.

### Розмаїття країн і культур Сходу

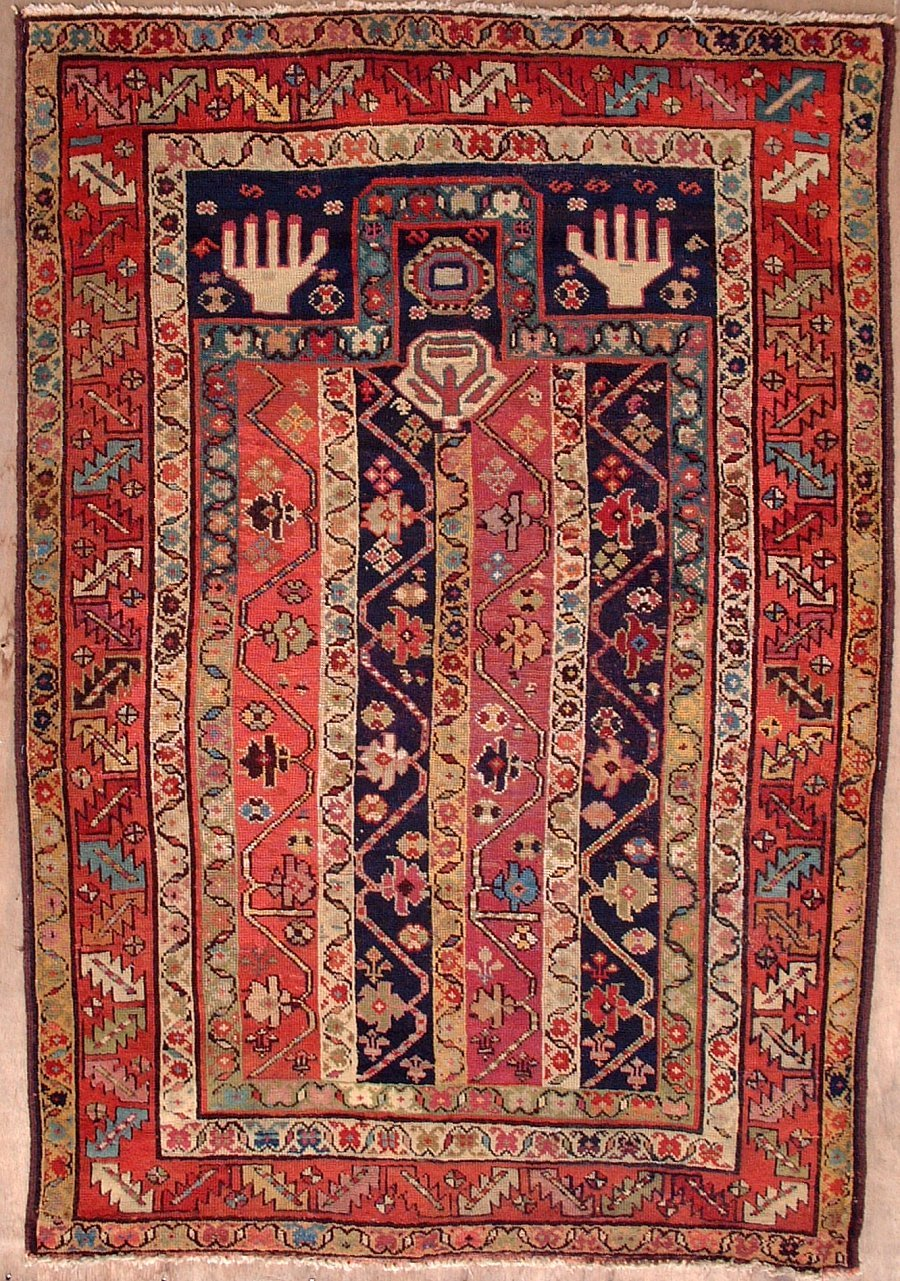
Зразок перського килиму, Ширван.

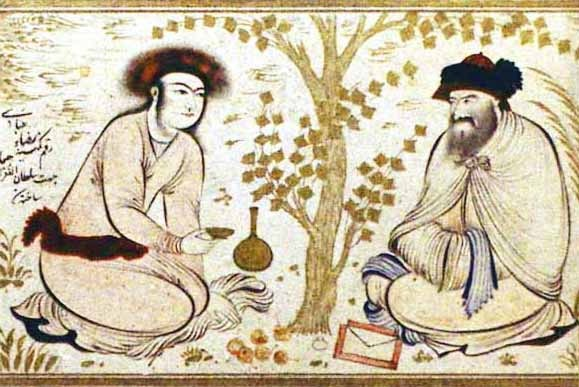
Художник Різа і Аббасі, зустріч принца з дервішем, перська мінатюра 17 ст.

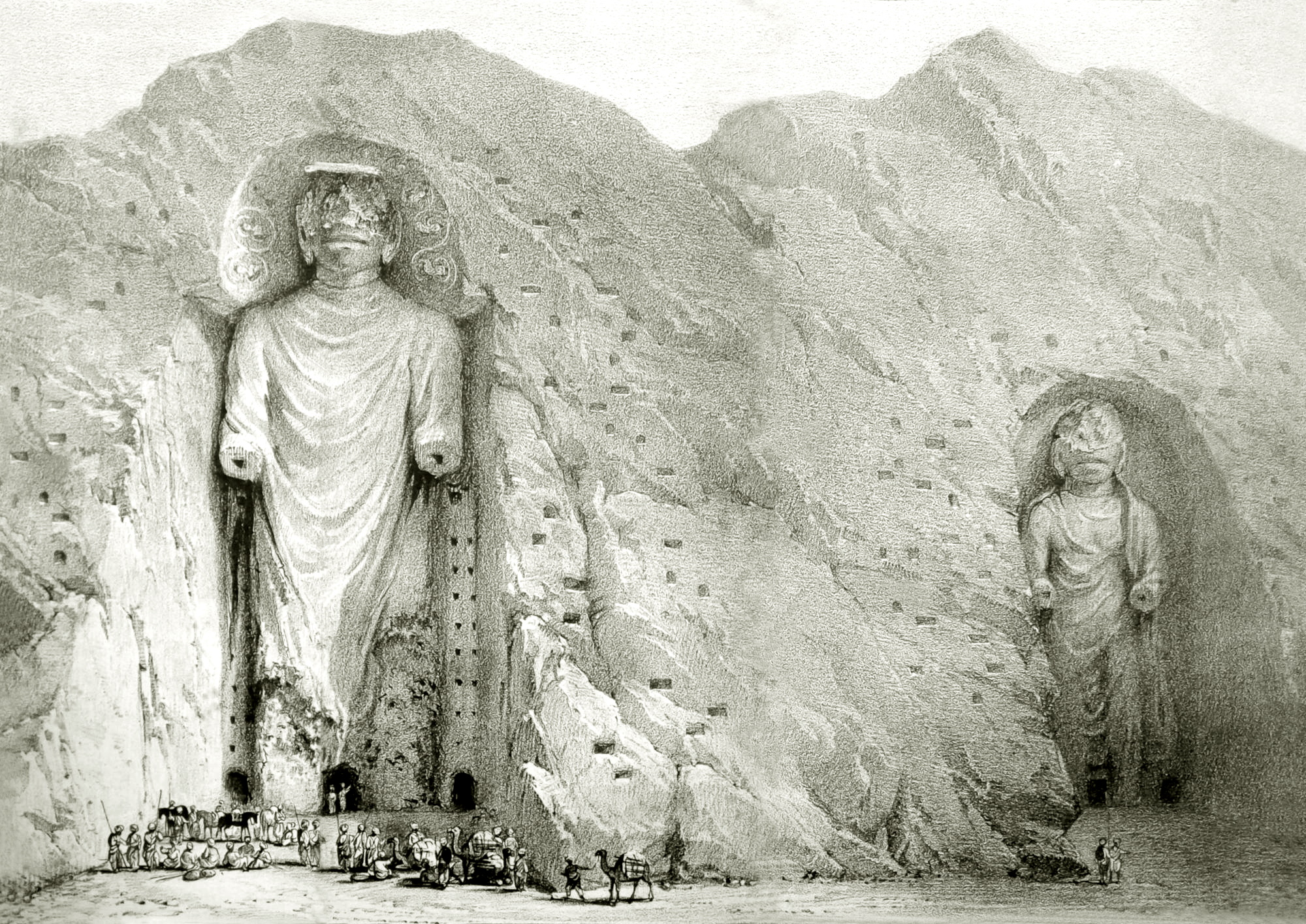
Велетенські скульптури Будд в Баміані, знищені в Афганістані в 2001 році.

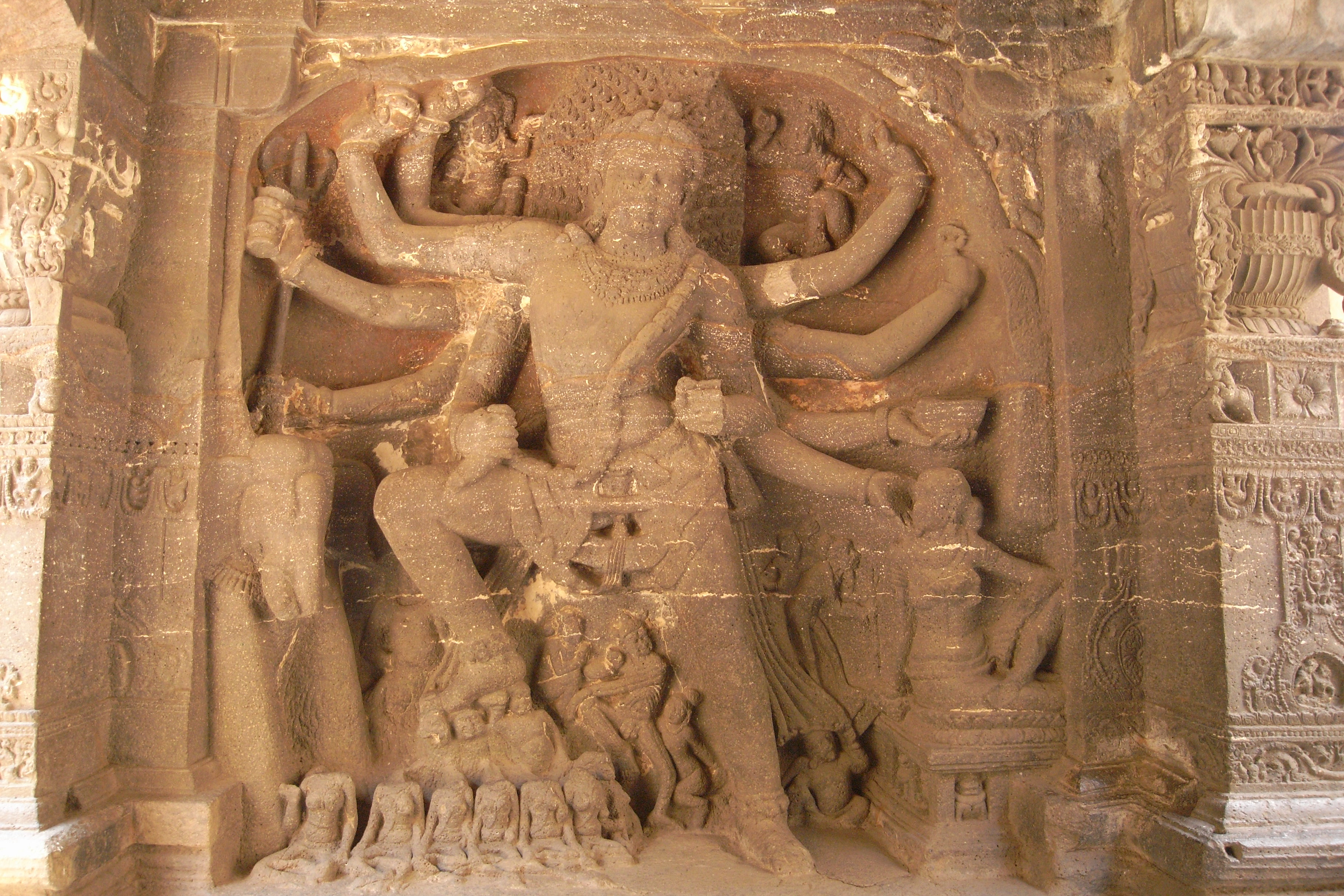
Зразок середньовічної скульптури Індії, Еллора

Країни і культури народів Сходу ніколи не були чимось однорідним. Смугастість і розмаїття релігійних конфесій з їх заборонами і дозволами значно впливали на свідомість ремісників і споживачів мистецтва. Це сформувало значні регіональні розбіжності в естетиці, формах, філософському і релігійному забарвленні вітворів мистецтва.
- Килимарство виникло задовго до розповсюдження ісламу в Персії. Але релігійні заборони на зображення людей і тварин значно обмежили використання їх зображень в живопису і килимах майже до повного зникнення. Зате виникло надзвичайне багатство орнаментів, незображувальних і рослинних мотивів. Але були і свої винятки. Могутня національна художня традиція в Персії не скорилася релігійним заборонам - і середньовічне мистецтво Персії дало надзвичайні зразки мініатюр, портретів тощо. Частка цих творів є в Музеї.

- Кераміка. Мусульманська заборона на користування золотим і срібним посудом спонукала появу кераміки з золотавим люстром, а досягнення в цій галузі отримали світове визнання. Керамічні вироби середньовічних Персії, Індії, Єгипту, мусульманської Іспанії належать до найкращих в цій галузі мистецтв.

- Порцеляна. Китайська порцеляна і її різновиди (селадон, санкай) мають всесвітню славу вже декілька століть.

- Національні і релігійні особливості відбилися як у використанні природних матеріалів, так і в засобах обробки об'єктів мистецтва (скло стародавнього Єгипту, інкрустовані меблі Ірану, Азербайджану, меблі з коренів бамбука Китаю, килими Персії, бронзові скульптури середньовічної Індії, вироби з срібла Дагестану, кераміка Грузії тощо).

- Еротика в мистецтві. Зазвичай еротика не мала значного відображення в східних творах мистецтва. Але були і свої винятки як в деякі епохи (еротичні скульптури храму Каджурахо в Індії), так і в деяких країнах. В Японії, де ніколи не існувало значних цензурних утисків до зображення еротичних і порнографічних сцен, це знайшло значне відображення в національній гравюрі укійо-е.

- Культурне і релігійне розмаїття країн Сходу приводило і приводить до конфліктів і знищення значних культурних пам'яток. Мусульманські фанатики знищили велетенські скульптури Будд в Баміані, стародавньому осередку виникнення буддизму. Буддистські країни відповіли збором коштів і встановленням нових скульптур Будди в інших країнах. А світова спільнота розробила проекти відновлення скульптур в Баміані, що є покажчиком світової зацікавленості в збереженні пам'яток народів Сходу.

Московський музей дотримується показу культурного надбання регіону по країнам
- мистецтво Китаю
- мистецтво Японії
- мистецтво Індії
- мистецтво країн Кавказу
- мистецтво країн Середньої Азії тощо. А збірка має як речі з археологічних розкопок, так і твори сучасних майстрів - монети, кераміку, килими, гравюри укійо-е, скульптуру, китайський живопис в традиційних і сучасних техніках, картини майстрів 20 століття з Індії, Китаю, В'єтнаму. Представлені як невідомі, так і уславлені імена -Кітаґава Утамаро, Хокусай, Реріх, Ци Байши, майстри нецке.

## Галерея

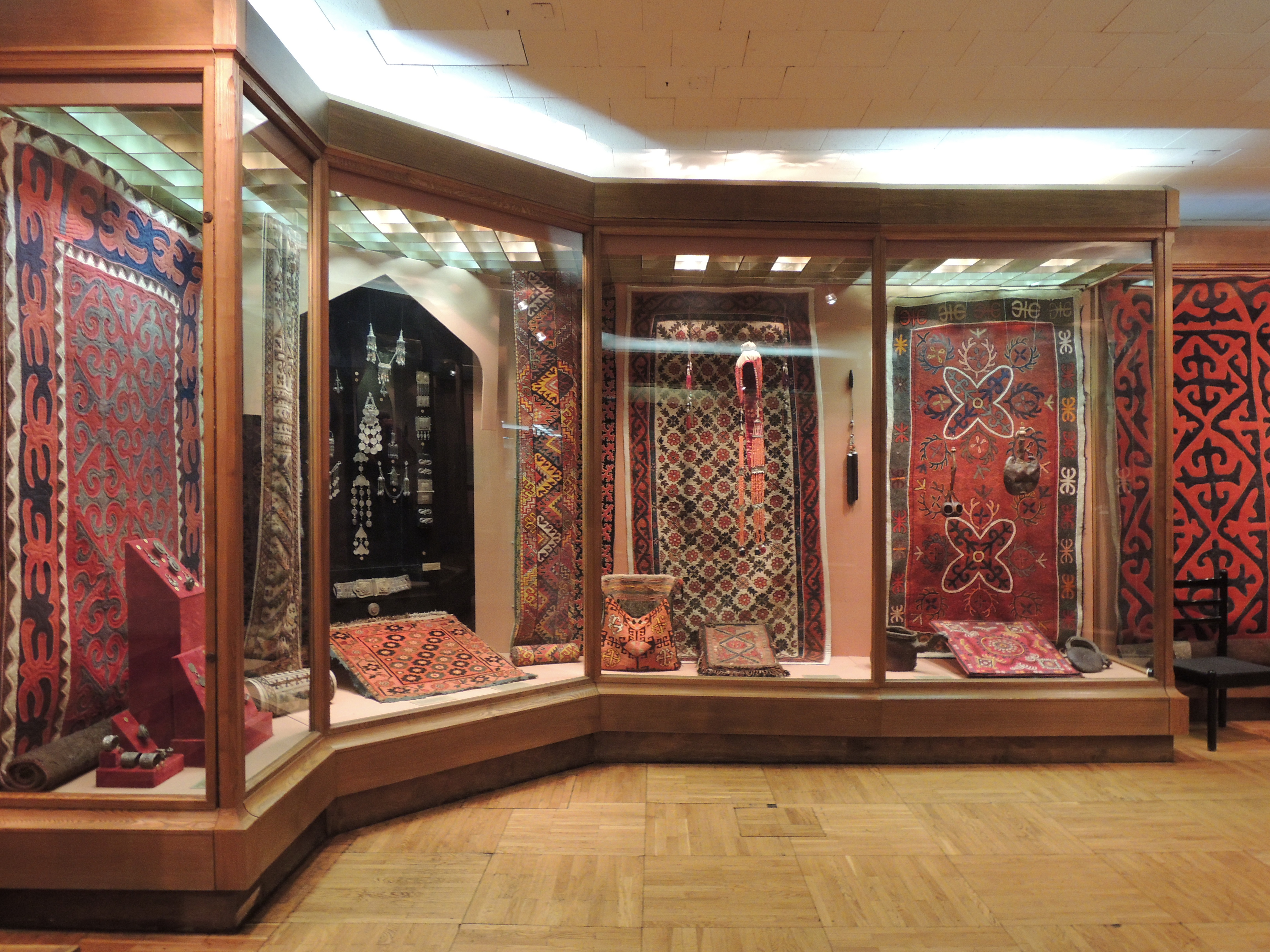
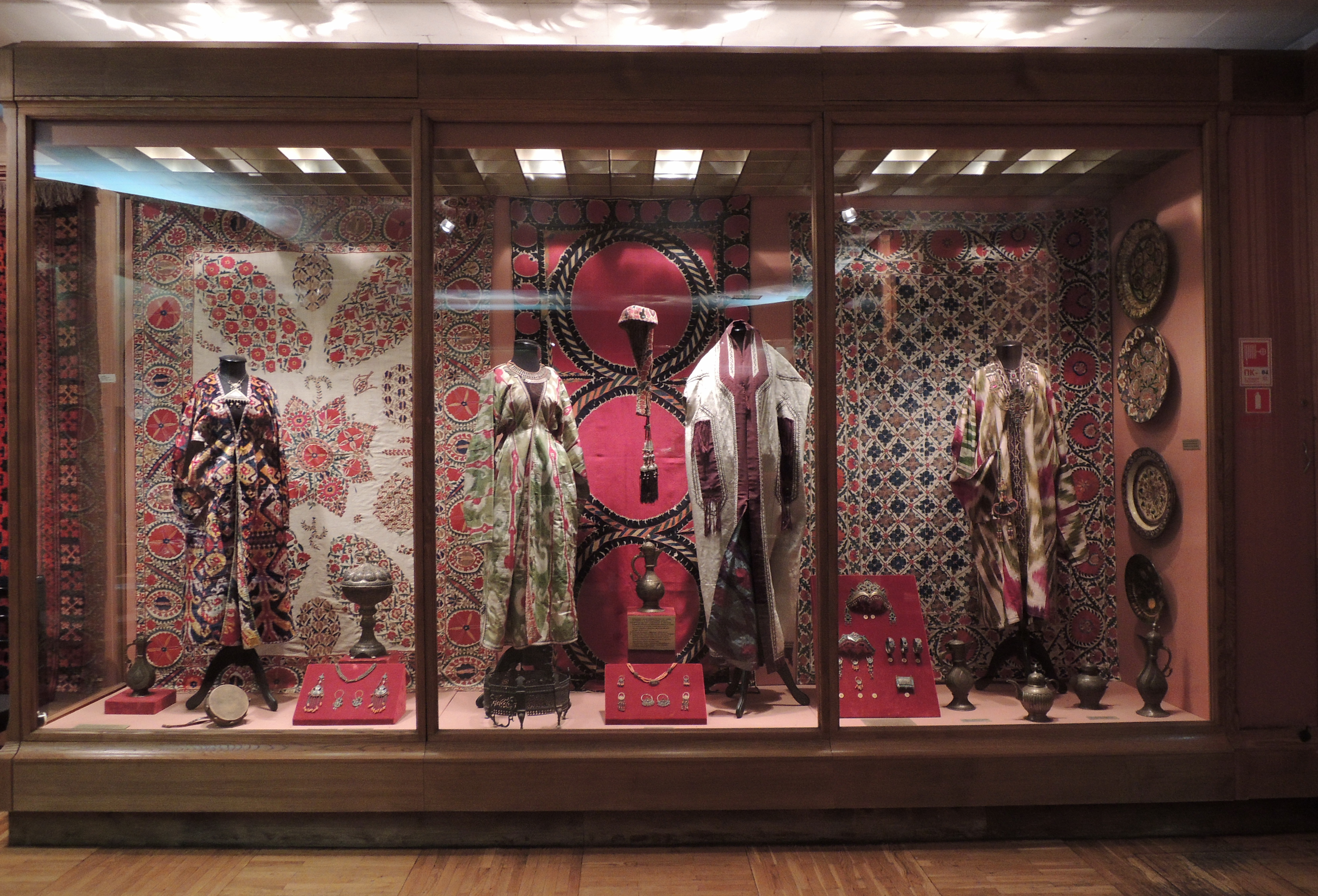
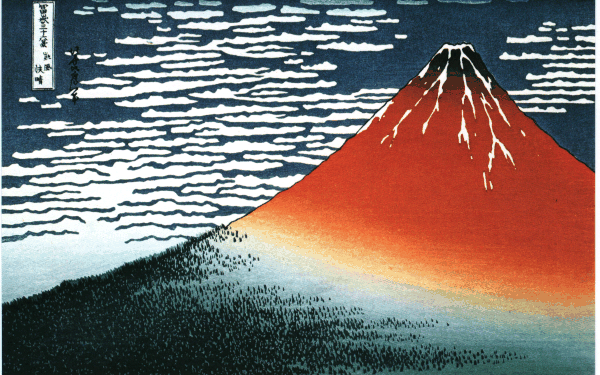
Кацусіка Хокусай, «Червона Фудзі».
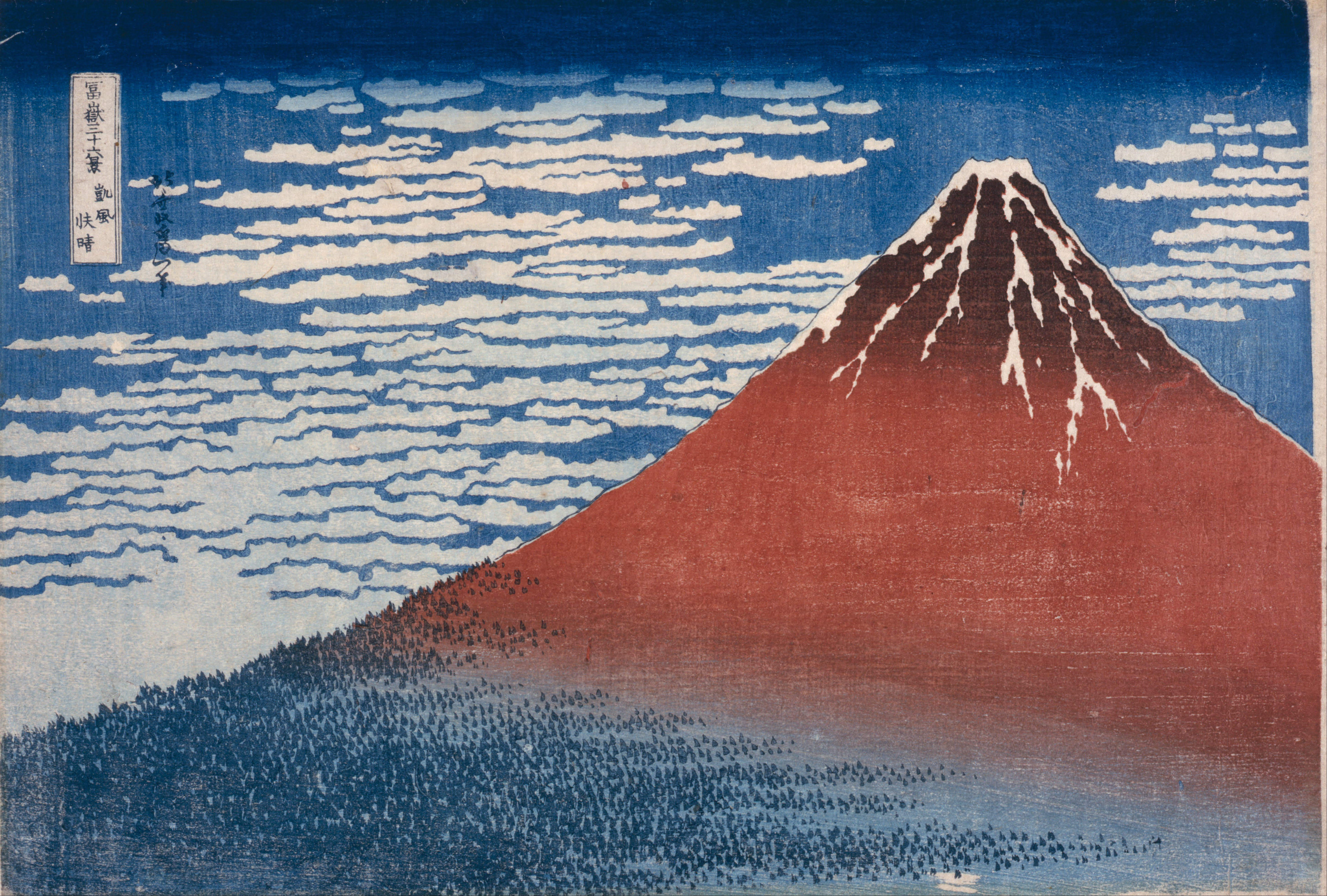
Кацусіка Хокусай, «Червона Фудзі».
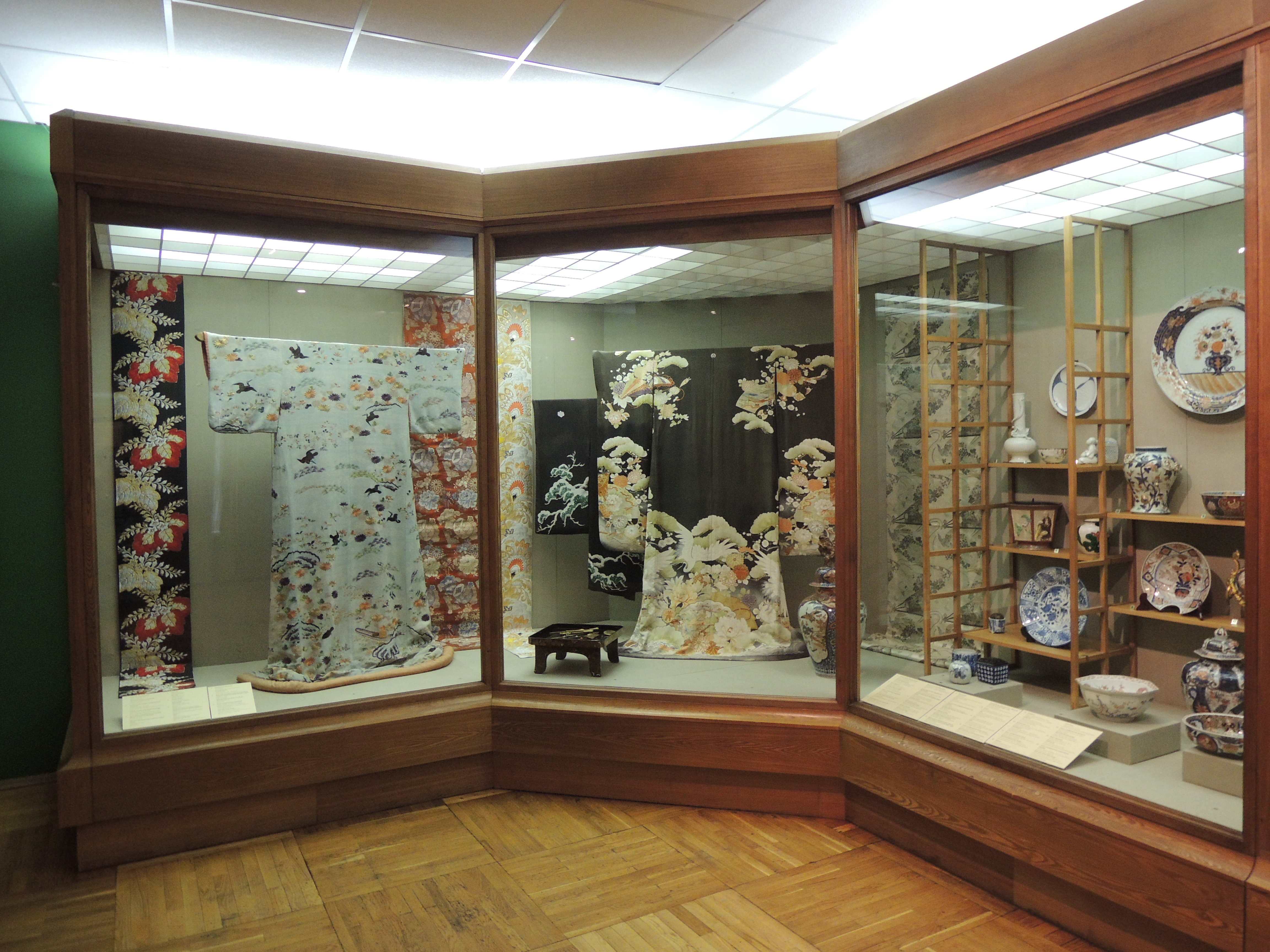
Зала з японськими експонатами
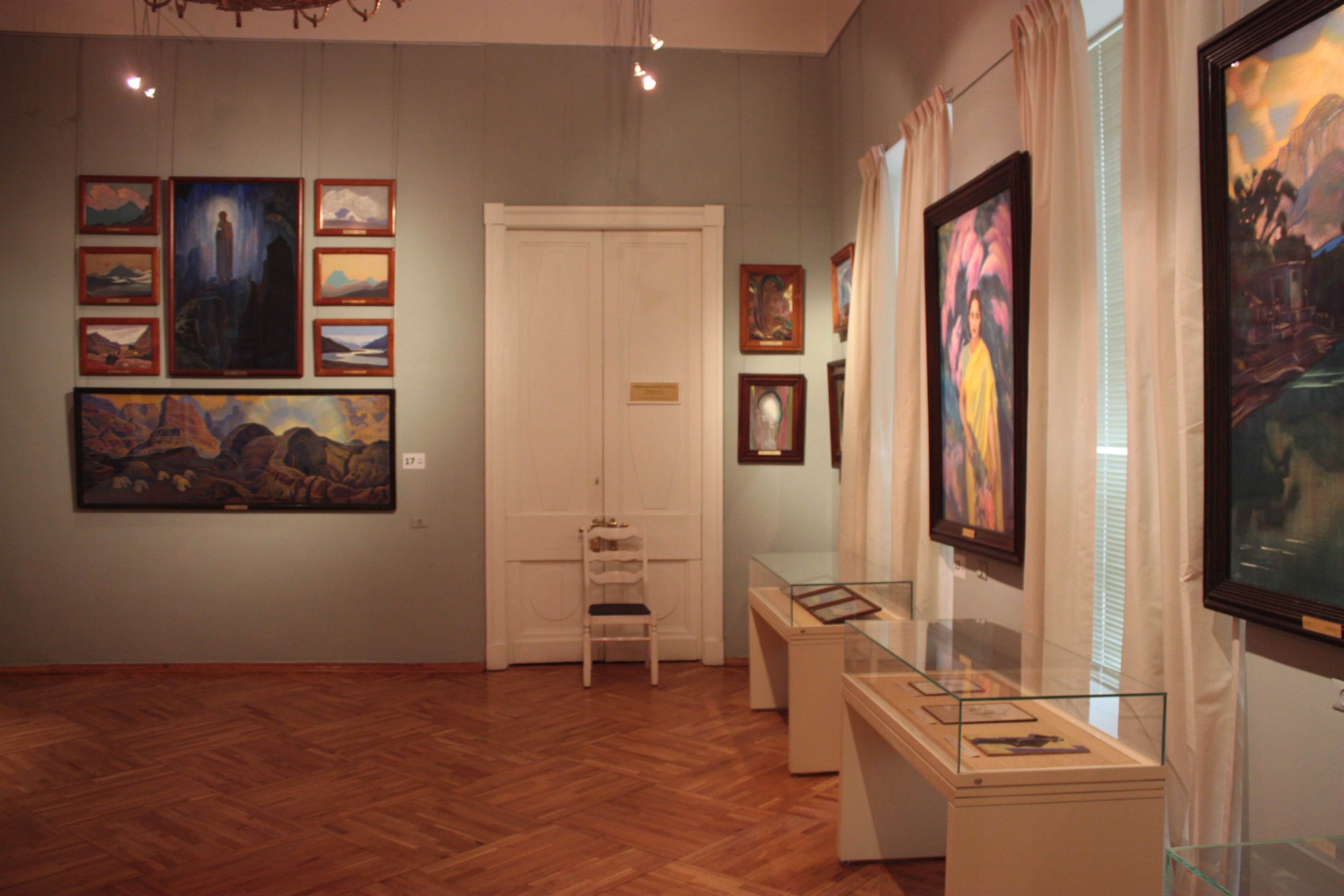
Картини Миколи Реріха та його сина Святослава Реріха на східні теми.
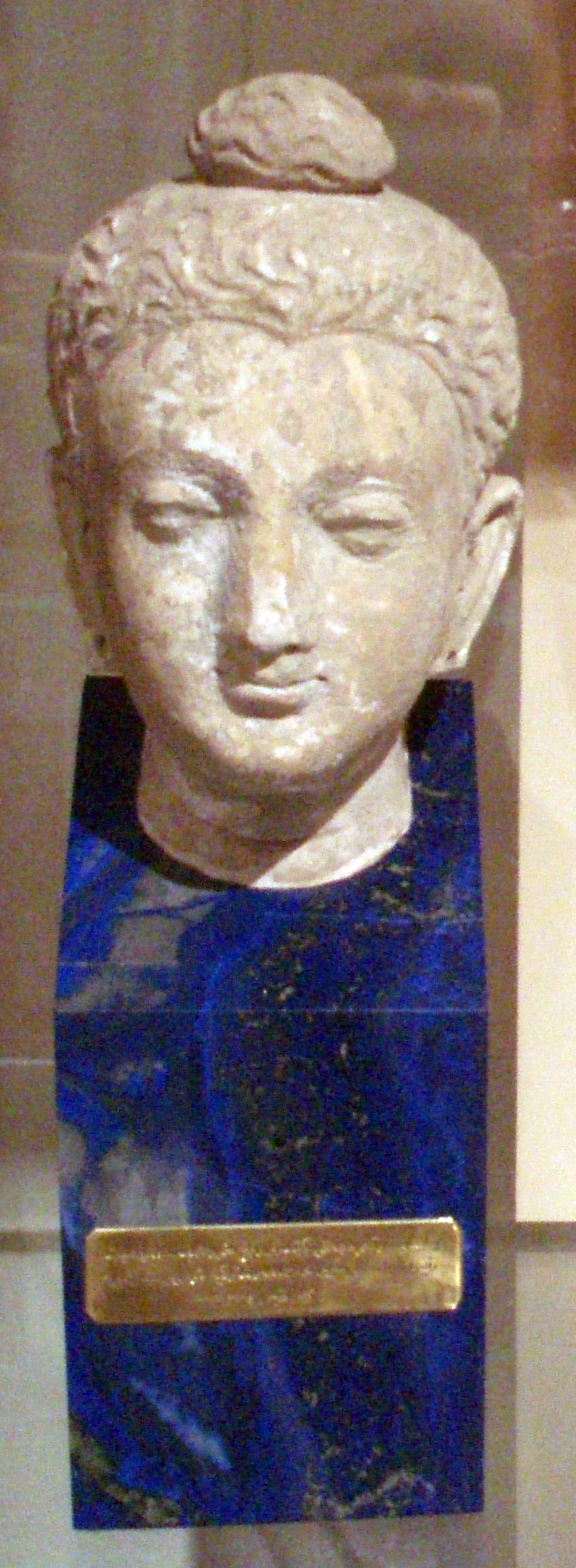
Голова Будди, Гандхара,  III-V вв. Ганч.